# Smil Holický ze Šternberka
Smil Holický ze Šternberka († 1433) byl český šlechtic z rodu Šternberků.

## Život
Narodil se jako syn Oldřicha ze Šternberka a jeho manželky Markéty Planské ze Žeberka. Roku 1415 přiložil svou pečeť pod stížný list proti upálení Jana Husa. V letech 1429–1431 byl majitel hradu v Brandýse nad Orlicí.
Oženil se s Barborou z Pardubic (1408–1430/31), dcerou Smila Flašky z Pardubic a narodila se jim dcera Kunhuta ze Šternberka (1425–1449), která se stala první manželkou pozdějšího českého krále Jiřího z Poděbrad.